# Carlos Sainz

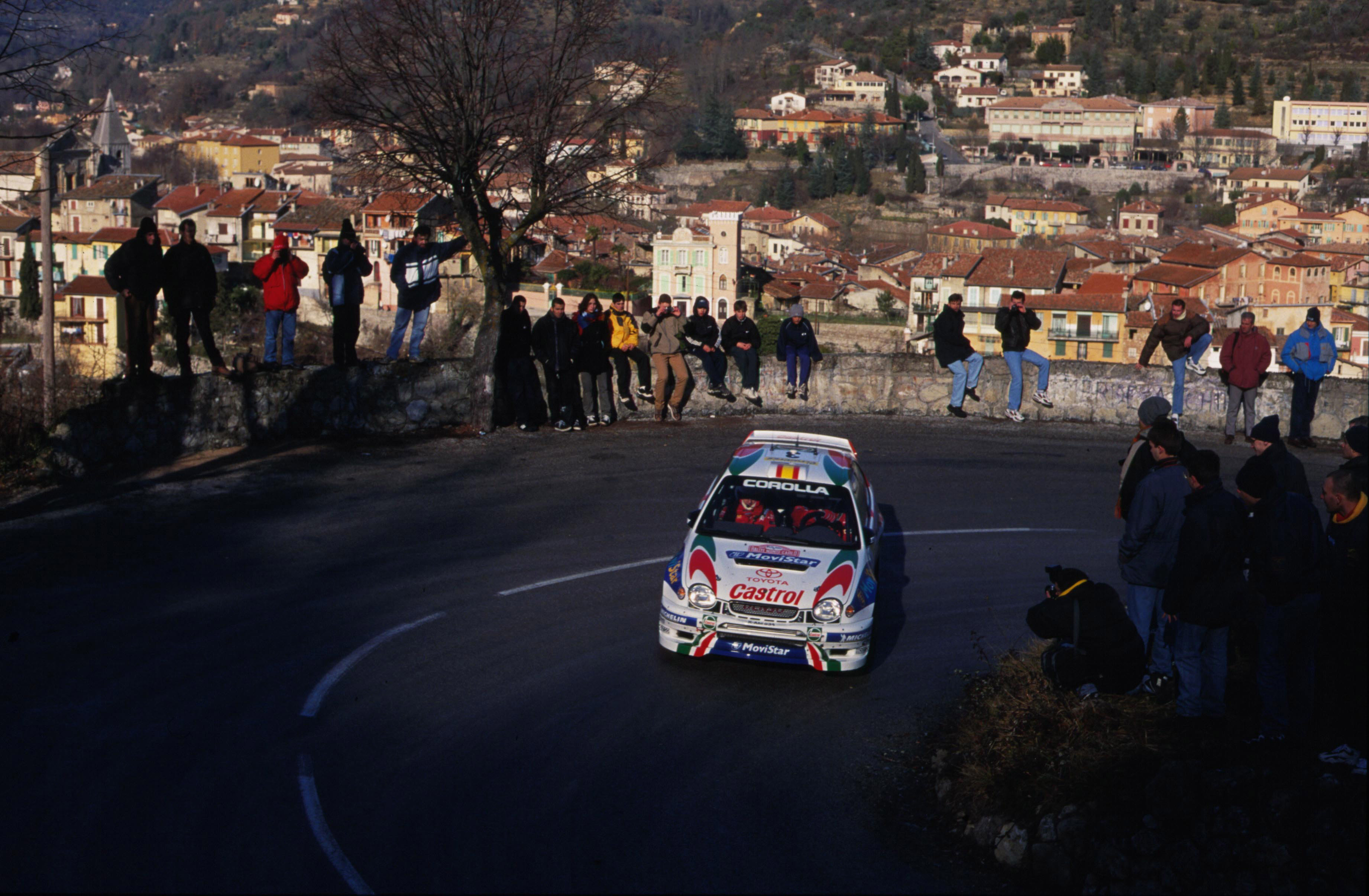
Carlos Sainz conduzindo um Toyota Corolla WRC no Rally de Monte Carlo.

Carlos Sainz Cenamor (Madrid, 12 de abril de 1962) é um automobilista espanhol de rali e pai do piloto de Fórmula 1 Carlos Sainz Jr. e duas vezes campeão do Campeonato Mundial de Rali (World Rally Championship).
Sainz iniciou a sua carreira no Rali em 1980. A sua primeira participação no Campeonato Mundial de Rali, foi em 1987, com a Ford Motor Company, com um Sierra RS Cosworth. Foi campeão mundial de rali em 1990 e 1992, com a Toyota, ao volante de um Celica GT-Four. Devido a esse fato, um número limitado de 440 UK Celica GT-Four ST185s traz o seu nome numa placa do veículo e em decalques na parte exterior. A sua última equipa no Campeonato Mundial de Rali foi com a Citroën, nas épocas de 2003 a 2005. No final da época de 2004, anunciou sua retirada. No entanto, na época seguinte ainda fez mais dois ralis, a pedido da Citroën. Entre os construtores vitoriosos na série mundial que tiveram o privilégio de ter Sainz na equipa estão a Ford (1987–88; 1996–97; 2000–2002), Toyota (1989–1992; 1998–1999), Lancia (1993), Subaru (1994–1995) e a Citroën (2003–2005). Também venceu a Corrida dos Campeões em 1997.
Outros resultados importantes incluem a vitória nas edições inaugurais das corridas em Chipre (2000) e Turquia pelo Campeonato Mundial, a vitória em 2002 no Rali da Argentina, após as desqualificações dos Peugeot de Marcus Grönholm e Richard Burns. O ponto baixo de sua carreira foi quando passou uma temporada sem vitórias atuando pela equipe particular Lancia 'Jolly Club', em 1993, e a saída do rali da Grã-Bretanha, em 1998, o último evento do ano, quando estava a apenas trezentos metros da chegada. Como resultado da perda do quarto lugar, Sainz e a equipe Toyota deram de presente os seus respectivos títulos aos rivais Tommi Mäkinen e Mitsubishi Ralliart.
Apesar de formalmente ter-se retirado dessa modalidade de corrida no final da temporada de 2004, com uma possível transferência para European Touring Car Championship(ETCC), ele retornou para atender a um convite feito pela Citroën, e substituir o piloto belga François Duval.
Em 2006, Sainz participou pela primeira vez ao volante de um  Volkswagen Race Touareg no Rali Dakar. Em 2007, fez outra tentativa, também pela Volkswagen. Após o pedido de demissão de Fernando Martín, ele concorreu, em vão, para o cargo de vice-presidente do clube de futebol Real Madrid C.F.. Continua a correr pela VW na Taça do Mundo de Todo-Terreno e no Rali Dakar, que venceu em 2010.

## Vitórias no WRC
| #  | Evento                                              | Temporada | Co-piloto  | Carro                   |
| -- | --------------------------------------------------- | --------- | ---------- | ----------------------- |
| 1  | 37th Acropolis Rally                                | 1990      | Luis Moya  | Toyota Celica GT-Four   |
| 2  | 20th Rothmans Rally of New Zealand                  | 1990      | Luis Moya  | Toyota Celica GT-Four   |
| 3  | 40th 1000 Lakes Rally                               | 1990      | Luis Moya  | Toyota Celica GT-Four   |
| 4  | 46th Lombard RAC Rally                              | 1990      | Luis Moya  | Toyota Celica GT-Four   |
| 5  | 59ème Rallye Automobile de Monte-Carlo              | 1991      | Luis Moya  | Toyota Celica GT-Four   |
| 6  | 25º Rallye de Portugal                              | 1991      | Luis Moya  | Toyota Celica GT-Four   |
| 7  | 35ème Tour de Corse - Rallye de France              | 1991      | Luis Moya  | Toyota Celica GT-Four   |
| 8  | 21nd Rothmans Rally of New Zealand                  | 1991      | Luis Moya  | Toyota Celica GT-Four   |
| 9  | 11º Rally Argentina                                 | 1991      | Luis Moya  | Toyota Celica GT-Four   |
| 10 | 40th Martini Safari Rally Kenya                     | 1992      | Luis Moya  | Toyota Celica Turbo 4WD |
| 11 | 22nd Rothmans Rally of New Zealand                  | 1992      | Luis Moya  | Toyota Celica Turbo 4WD |
| 12 | 28º Rallye Catalunya-Costa Brava (Rallye de España) | 1992      | Luis Moya  | Toyota Celica Turbo 4WD |
| 13 | 48th Lombard RAC Rally                              | 1992      | Luis Moya  | Toyota Celica Turbo 4WD |
| 14 | 41st Acropolis Rally                                | 1994      | Luis Moya  | Subaru Impreza 555      |
| 15 | 63ème Rallye Automobile de Monte-Carlo              | 1995      | Luis Moya  | Subaru Impreza 555      |
| 16 | 29º TAP Rallye de Portugal                          | 1995      | Luis Moya  | Subaru Impreza 555      |
| 17 | 31º Rallye Catalunya-Costa Brava (Rallye de España) | 1995      | Luis Moya  | Subaru Impreza 555      |
| 18 | 21st Bank Utama Rally Indonesia                     | 1996      | Luis Moya  | Ford Escort RS Cosworth |
| 19 | 44th Acropolis Rally of Greece                      | 1997      | Luis Moya  | Ford Escort WRC         |
| 20 | 22nd Rally Indonesia                                | 1997      | Luis Moya  | Ford Escort WRC         |
| 21 | 66ème Rallye Automobile de Monte-Carlo              | 1998      | Luis Moya  | Toyota Corolla WRC      |
| 22 | 28th Rally New Zealand                              | 1998      | Luis Moya  | Toyota Corolla WRC      |
| 23 | 28th Cyprus Rally                                   | 2000      | Luis Moya  | Ford Focus WRC          |
| 24 | 22º Rally Argentina                                 | 2002      | Luis Moya  | Ford Focus WRC          |
| 25 | 4th Rally of Turkey                                 | 2003      | Marc Martí | Citroën Xsara WRC       |
| 26 | 24º Rally Argentina                                 | 2004      | Marc Martí | Citroën Xsara WRC       |